# Championnats d'Afrique de cyclisme sur piste 2025
Navigation
2024 2026
Les Championnats d'Afrique de cyclisme sur piste 2025 ont lieu du 12 au 16 mai 2025 au Vélodrome international du Caire en Égypte, pour la 5e fois.
Des championnats pour les juniors (moins de 19 ans) et les paracyclistes ont également lieu en même temps.
13 pays sont représentés : Algérie, Bénin, Burkina Faso, Burundi, Côte d'Ivoire, Egypte, Nigeria, Seychelles, Afrique du Sud, Soudan du Sud, Tunisie, Ouganda et Zimbabwe.

## Épreuves masculines
| Épreuves               | Or                                                                                | Argent                                                                                  | Bronze                                                                                          |
| ---------------------- | --------------------------------------------------------------------------------- | --------------------------------------------------------------------------------------- | ----------------------------------------------------------------------------------------------- |
| Kilomètre              | Mahmoud Elimbabi                                                                  | Ethan Kulsen                                                                            | Imaan Ouedraogo                                                                                 |
| Keirin                 | Mahmoud Elimbabi                                                                  | Hussein Hassan                                                                          | Tshilalahufhe Munyai                                                                            |
| Vitesse individuelle   | Hussein Hassan                                                                    | Mahmoud Elimbabi                                                                        | Imaan Ouedraogo                                                                                 |
| Vitesse par équipes    | Égypte- Hussein Hassan - Mahmoud Elimbabi - Mahmoud Bakr                          | Algérie- Yacine Hamza - Mohamed Nadjib Assal - Anes Riahi                               | Afrique du Sud- Ethan Kulsen - Tshilalahufhe Munyai - Carl Bonthuys                             |
| Poursuite individuelle | Oussama Abdellah Mimouni                                                          | Mahmoud Bakr                                                                            | Rhys Burrell                                                                                    |
| Poursuite par équipes  | Afrique du Sud- Bradley Gouveris - Kellan Gouveris - Rhys Burrell - Carl Bonthuys | Égypte- Mahmoud Bakr - Youssef Abouelhassan - Ahmed Elsenfawi - Assem Elhusseini Khalil | Algérie- Salah Eddine Ayoubi Cherki - Oussama Abdellah Mimouni - Lotfi Tchambaz - Yacine Chalel |
| Course aux points      | Anes Riahi                                                                        | Kellan Gouveris                                                                         | Yacine Chalel                                                                                   |
| Course à l'américaine  | Égypte- Mahmoud Bakr - Youssef Abouelhassan                                       | Algérie- Anes Riahi - Hamza Amari                                                       | Afrique du Sud- Carl Bonthuys - Rhys Burrell                                                    |
| Scratch                | Bradley Gouveris                                                                  | Mahmoud Bakr                                                                            | Hamza Amari                                                                                     |
| Omnium                 | Bradley Gouveris                                                                  | Mahmoud Bakr                                                                            | Hamza Amari                                                                                     |
| Course à élimination   | Mahmoud Bakr                                                                      | Mohamed Nadjib Assal                                                                    | Ethan Kulsen                                                                                    |

## Épreuves féminines
| Épreuves               | Or                                                                     | Argent                                                                                 | Bronze                                                             |
| ---------------------- | ---------------------------------------------------------------------- | -------------------------------------------------------------------------------------- | ------------------------------------------------------------------ |
| Kilomètre              | Nesrine Houili                                                         | Shahd Mohamed                                                                          | Ese Lovina Ukpeseraye                                              |
| Keirin                 | Shahd Mohamed                                                          | Ese Lovina Ukpeseraye                                                                  | Charlotte Metoevi                                                  |
| Vitesse individuelle   | Shahd Mohamed                                                          | Ese Lovina Ukpeseraye                                                                  | Amber Hindmarch                                                    |
| Vitesse par équipes    | Égypte- Mentalla Belal - Shahd Mohamed - Sara Anwar                    | Nigeria- Grace Ayuba - Ese Lovina Ukpeseraye - Mary Samuel                             | Afrique du Sud- Anya du Plessis - Ainsli De Beer - Amber Hindmarch |
| Poursuite individuelle | Nesrine Houili                                                         | Anya du Plessis                                                                        | Mentalla Belal                                                     |
| Poursuite par équipes  | Égypte- Ebtissam Zayed - Mentalla Belal - Habiba Osama - Shahd Mohamed | Nigeria- Grace Ayuba - Ese Lovina Ukpeseraye - Mary Samuel - Patience Effiong Otuodung | Non attribuée                                                      |
| Course aux points      | Ebtissam Zayed                                                         | Nesrine Houili                                                                         | Shahd Mohamed                                                      |
| Course à l'américaine  | Égypte- Ebtissam Zayed - Shahd Mohamed                                 | Algérie- Nesrine Houili - Siham Bousba                                                 | Algérie- Malak Mechab - Fatma Serine Houmel                        |
| Scratch                | Ebtissam Zayed                                                         | Nesrine Houili                                                                         | Anya du Plessis                                                    |
| Omnium                 | Ebtissam Zayed                                                         | Ese Lovina Ukpeseraye                                                                  | Siham Bousba                                                       |
| Course à élimination   | Ebtissam Zayed                                                         | Nesrine Houili                                                                         | Mentalla Belal                                                     |

## Tableaux des médailles
| Rang  | Nation         | Or | Argent | Bronze | Total |
| ----- | -------------- | -- | ------ | ------ | ----- |
| 1     | Égypte         | 15 | 7      | 3      | 25    |
| 2     | Algérie        | 4  | 7      | 6      | 17    |
| 3     | Afrique du Sud | 3  | 3      | 8      | 14    |
| 4     | Nigeria        | 0  | 5      | 1      | 6     |
| 5     | Burkina Faso   | 0  | 0      | 2      | 2     |
| 6     | Bénin          | 0  | 0      | 1      | 1     |
| Total | Total          | 22 | 22     | 21     | 65    |